# Onlooker Nunatak
Der Onlooker Nunatak (englisch für Schaulustiger-Nunatak) ist ein isolierter Nunatak im ostantarktischen Viktorialand. Er ragt unmittelbar südöstlich der Morozumi Range aus den Eismassen des Rennick-Gletschers auf.
Die Nordgruppe einer von 1963 bis 1964 dauernden Kampagne im Rahmen der New Zealand Geological Survey Antarctic Expedition benannte ihn nach seiner isolierten Lage.